# Riatia petropolitana
Riatia petropolitana är en kackerlacksart som beskrevs av Rocha e Silva och Aguiar 1976. Riatia petropolitana ingår i släktet Riatia och familjen småkackerlackor. Inga underarter finns listade i Catalogue of Life.